# Anton Peterlin
Anton Alexander Peterlin (San Francisco, Kalifornia, 1987. április 4. –) amerikai labdarúgó, a dán harmadosztályú B.93 középpályása.

## Pályafutása

### Egyesült Államok
Középiskolai tanulmányai alatt Peterlin többször bekerült az Egyesült Államok középiskolai válogatottjába. Két kaliforniai egyetemen is megfordult, mindkét helyen oszlopos tagja volt a futballcsapatnak. Az egyetemi bajnokság szüneteiben az amerikai negyedosztályban szerepelt, a San Francisco Seals, valamint a Ventura County Fusion csapataiban.
Utóbbi csapat edzője ajánlotta őt az Everton figyelmébe, akik tíz napra magukhoz hívták próbajátékra. Teljesítményével meggyőzte a vezetőket és a kék mezes csapat 2009. július 6-án bejelentette, hogy napokon belül leigazolják. Időközben a Chicago Fire és a San Jose Earthquakes is megpróbálta megszerezni, de ő az Evertont választotta.

### Everton
2009. július 10-én, egy Bury ellen elvesztett barátságos meccsen mutatkozott be új csapatában.

## Külső hivatkozások
- Anton Peterlin adatlapja az Everton honlapján
- Anton Peterlin adatlapja a Cal Poly honlapján

## Fordítás
- Ez a szócikk részben vagy egészben  az   Anton Peterlin (soccer) című angol Wikipédia-szócikk fordításán alapul.  Az eredeti cikk szerkesztőit annak laptörténete sorolja fel. Ez a jelzés csupán a megfogalmazás eredetét és a szerzői jogokat jelzi, nem szolgál a cikkben szereplő információk forrásmegjelöléseként.